# Эмлиххайм
Эмлиххайм (нем. Emlichheim) — община в Германии, в земле Нижняя Саксония.
Входит в состав района Графство Бентхайм. Подчиняется управлению Эмлиххайм. Население составляет 7007 человек (на 31 декабря 2010 года). Занимает площадь 48,55 км².

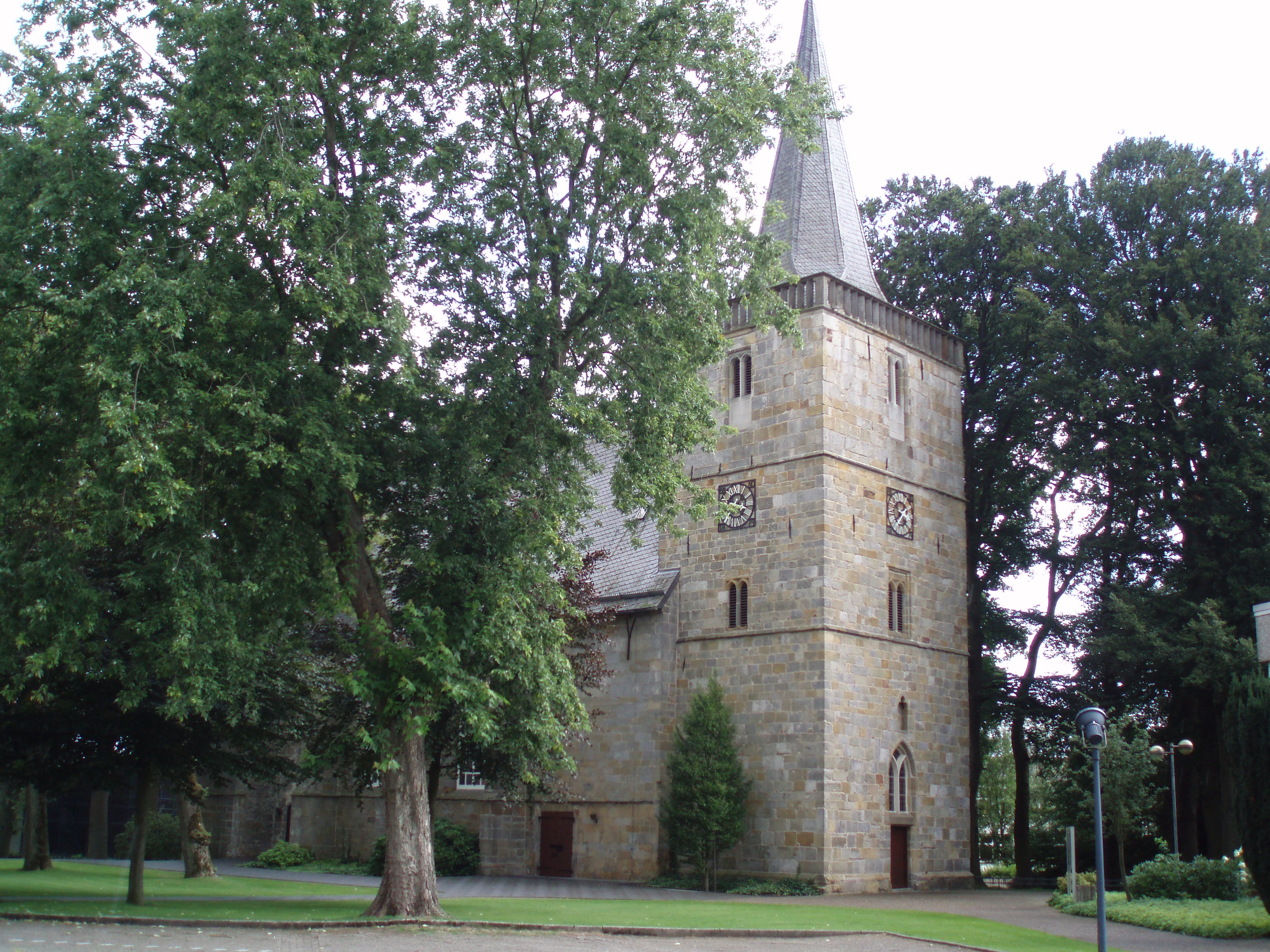
Церковь

| Год  | Население |
| ---- | --------- |
| 1990 | 6156      |
| 1995 | 6289      |
| 2000 | 6502      |
| 2005 | 6770      |
| 2010 | 6890      |